# Galactus
Galactus planetslukaren skapades av manusförfattaren Stan Lee och tecknaren Jack Kirby år 1966. Galactus skapades för att sedan introduceras som en av Fantastiska Fyrans motståndare i Fantastic Four vol. 1, #48. Galactus hette i tidernas begynnelse Galan och är den enda överlevande från Big Bang. Galan överlever egentligen inte utan återföds snarare som Galactus i Marvel-Universumet som skapas av Big Bang.
Galactus söker upp planeter som har möjligheter för livsformer att leva på dem. Väl på plats så bygger Galactus en maskin som hjälper honom att sluka planetens energi. Allt som om möjligt kan leva eller lever där dör under processen. Maskinen som Galactus bygger är inte ett måste för att ta upp planetens energi utan mer som ett hjälpmedel för att göra det så smidigt och resurssnålt som möjligt. Galactus behöver energin från planeterna för att kunna överleva. För att hitta dessa planeter med tillräcklig energi så använder sig Galactus av sina härolder. Den första Härolden vi får skapa bekantskap med är Silver Surfer. Till sina Härolder ger han lite av den kosmiska kraft han innehar.